# Ivan II. Ivanovič
Ivan II. Ivanovič zvaný Sličný (30. března 1326 – 13. října 1359), kníže moskevský a veliký kníže vladimirský z dynastie Rurikovců, vládl v letech 1353–1359. Byl synem velikého knížete vladimirského a moskevského knížete Ivana I. Kality.
Za vlády Ivana II. byly jeho země citelně oslabeny morovou epidemií, které padlo za oběť mnoho obyvatel včetně Ivanova bratra a předchůdce Semjona Hrdého. Ivan nastoupil bez problémů na moskevský trůn, ale veliké knížectví vladimirské, na nějž bylo potřeba získat potvrzení chána Zlaté hordy, tzv. jarlyk, se kromě něho pokusil získat také suzdalsko-nižněnovgorodský kníže Konstantin Vasiljevič, jemuž poskytli významnou oporu Novgorodci. Chán Džani Beg se však rozhodl pro Ivana.
Oslabená Moskva zpočátku nekladla příliš odporu litevskému velkoknížeti Algirdasovi, který energicky rozšiřoval svoje území na východ na úkor ruských knížectví a pronikl až k Brjansku, Smolensku a Rževu. Roku 1358 však došlo k protiofenzívě, během níž byli Litevci zatlačeni nazpět a strategicky důležitá oblast smolenského knížectví se znovu dostala pod kontrolu Moskvy.